# Валеротонда
Валеротонда (итал. Vallerotonda) је насеље у Италији у округу Фрозиноне, региону Лацио.
Према процени из 2011. у насељу је живело 354 становника. Насеље се налази на надморској висини од 588 м.

## Становништво
| 1931. | 1936. | 1951. | 1961. | 1971. | 1981. | 1991. | 2001. | 2011. |
| ----- | ----- | ----- | ----- | ----- | ----- | ----- | ----- | ----- |
| 3.325 | 3.134 | 3.692 | 3.194 | 2.122 | 2.194 | 2.072 | 1.854 | 1.671 |